# Le crime du parking
Le crime du parking (en español: «el crimen del parking») es un videojuego de misterio desarrollado por la empresa francesa Froggy Software publicado en 1985 para Apple II como videojuego de texto.
Es reconocido por contener la primera aparición de un personaje homosexual en la historia de los videojuegos, representado a través su antagonista, Paco; así como por contener una instancia pionera de uso de drogas en este medio de entretenimiento.

## Trama
El cadáver de la joven Odile Conchoux ha sido encontrado en extrañas circunstancias en el párking de un supermercado. A través de pistas que se hallan en los alrededores, el protagonista deberá resolver el misterio de la muerte de Odile, cuyo asesino se encuentra entre una lista de veinte sujetos.

## Jugabilidad
Le crime du parking es un videojuego de texto en el que el jugador debe resolver un misterio buscando pistas que se hallan en los escenarios que ofrece el juego. La pantalla se divide en una zona gráfica superior y una caja de texto inferior en la que se ofrece información relevante.
Se trata de un videojuego de texto, por lo que las acciones se realizan a través de una entrada manual de comandos por teclado.

## Desarrollo y publicación
El juego salió a la venta en 1985, desarrollado por Froggy Software, de la mano de Jean-Louis LeBreton y Fabrice Gille. El aspecto gráfico del mismo fue elaborado por Lebreton, mientras que la portada del juego la hizo Jean-Michel Ucciani.
El juego incluía una guía con los mapas de las diferentes localizaciones del juego para facilitar la navegación, así como una lista de todos los personajes que se hallan en él.
Fue el videojuego más exitoso de la empresa, con un total de 1600 copias vendidas.

## Legado
El juego muestra el primer ejemplo de representación LGBT registrado en la historia de los videojuegos, a través del personaje de Paco, un sastre homosexual que cumple un rol antagónico y constituye un personaje de relevancia significativa dentro de la narrativa del juego. Además, también contiene una representación pionera del uso de drogas en este medio de entretenimiento y se considera que asentó las bases del género de misterio en la industria francesa del videojuego.
En 2022, la política rusa Yana Lantratova incluyó al videojuego en una lista de posibles títulos que serían prohibidos en el territorio ruso como parte de una enmienda a la ley antipropaganda LGBT.